# USS LST-960
O USS LST-960 foi um navio de guerra norte-americano da classe LST que operou durante a Segunda Guerra Mundial.